# محمدرضا کلاهی
محمدرضا کلاهی صمدی (۸ خرداد ۱۳۳۸ – [درگذشته احتمالی] ۲۴ آذر ۱۳۹۴) از اعضای سازمان مجاهدین خلق ایران و متهم اصلی انفجار ۷ تیر ۱۳۶۰ در دفتر مرکزی حزب جمهوری اسلامی بود. در شامگاه ۷ تیر ۱۳۶۰ (برابر ۲۸ ژوئن ۱۹۸۱) بمب قدرتمندی مقر حزب جمهوری اسلامی را ویران ساخت که بر اثر آن، سید محمد بهشتی و ۷۲ مقام جمهوری اسلامی ترور شدند.
محمدرضا کلاهی که به عنوان کاردان فنی تجربی تجهیزات صوتی در حزب جمهوری اسلامی کار می‌کرد متهم است که بمب را همراه خود به مقر حزب برد؛ به همین دلیل او عامل انفجار شناخته شد. قبل از انفجار بمب در مقر حزب وی به سرعت و قبل از اینکه کسی به او شک کند به بهانه خرید بستنی برای حضار، سوار موتورسیکلت خودش شد و فرار کرد. او بدون اینکه در دادگاهی در ایران محاکمه شود توانست از مرز خارج شود و در اوایل دهه ۱۹۸۰ به عنوان پناهنده با نام مستعار «علی معتمد» به هلند رفت.
مقامات جمهوری اسلامی ادعا می‌کنند که کلاهی عامل نفوذی مجاهدین خلق ایران در حزب جمهوری اسلامی بود. گفته می‌شود او از سازمان جدا شده بود، اما بخاطر گذشته خود مخفیانه زندگی می‌کرد. مرتضی حمزه لویی از اعضای پیشین سازمان مجاهدین خلق هم این ادعا را تأیید و گفت که کلاهی در قرارگاه اشرف مدتی محافظ مسعود رجوی بوده‌ است.
وبگاه عصر ایران از قول یک مقام آگاه (امنیتی) نوشت: محمدرضا کلاهی و مسعود کشمیری (عامل بمبگذاری دفتر نخست‌وزیری در ۸ شهریور ۱۳۶۰) در کلن آلمان دیده شده‌اند.
همسر افغان محمدرضا کلاهی سال‌ها از هویت او بی‌خبر بود. اما در سال ۲۰۰۰ پس از انتشار نگاره‌های او در نشریات ایران از هویت او آگاه شد.

## ترور
«علی معتمد» (یا به احتمال زیاد همان رضا کلاهی صمدی) در ۲۴ آذر ۱۳۹۴ (برابر ۱۵ دسامبر ۲۰۱۵) در سن ۵۶ سالگی در شهر آلمیره هلند در خیابان از نزدیک هدف گلوله دو مرد ناشناس قرار گرفت و در بیمارستان جان سپرد. او در این شهر به عنوان برق‌کار در شرکت برق‌رسانی اینکو کار می‌کرد.
بعد از گذشت یک سال از ترور یک ایرانی در هلند به نام «علی معتمد» کسانی مدعی شدند که فرد مقتول همان محمدرضا کلاهی، مظنون اصلی انفجار دفتر مرکزی حزب جمهوری اسلامی در سال ۱۳۶۰ است. خال کف پای چپ وجه مشترک فرد کشته شده با کلاهی بود.
سه سال پس از کشته شدن معتمد در حالی که دادگاه قاتلان او برقرار بود روزنامه‌های هلندی، دوباره این خبر را تأیید کردند که مقتول که در دهه ۱۳۶۰ (خورشیدی) از هلند پناهندگی گرفته و به عنوان کارشناس برق در آن کشور زندگی می‌کرده همان کلاهی بوده‌است. روزنامه‌های هلند نوشته‌اند که وی در آنجا ازدواج کرده و صاحب یک پسر بوده‌است. کلاهی، خانواده خود را از دیدن کانال‌های صدا و سیمای ایران منع می‌کرده تا به هویتش پی نبرند. ژیار گل خبرنگار بی‌بی‌سی فارسی که به منظور بررسی دربارهٔ مورد کشته شدن علی معتمد سه سال بعد به هلند سفر کرد پس از دیدن بخش‌هایی از پرونده قتل نوشت: «پسر و همسر و برخی از دوستان علی معتمد همان روز نخست کشته شدن به پلیس [هلند] می‌گویند اسم واقعی مقتول محمد رضا کلاهی صمدی بوده، او در ایران حکم اعدام داشته و عضو سازمان مجاهدین خلق بوده‌است. این در حالی بود که دفتر دادستانی [هلند] به من می‌گفتند مدرکی ندارند ثابت کند او علی معتمد نیست. مرتضی حمزه لویی یکی از اعضای پیشین سازمان مجاهدین خلق که از دوستان بسیار نزدیک کلاهی صمدی بود هم در بازجویی پلیس و هم در تماس تلفنی با من از پاریس گفت که کلاهی در قرارگاه اشرف مدتی محافظ مسعود رجوی رهبر این سازمان بوده‌است. با خواندن بخشی از این پرونده که به آن دست پیدا کردیم دریافتیم که ده‌ها نفر می‌دانستند که مقتول محمد رضا کلاهی صمدی است. اما هیچ‌کس حاضر نبوده در سه سال دربارهٔ این کشته شدن صحبت کند».
دستگاه قضایی هلند عضو یک باند خلافکار را به اتهام قتل محمدرضا کلاهی محکوم کرد. نوفل فسیح در برابر دریافت ۱۳۰ هزار یورو دو نفر دیگر را استخدام می‌کند تا کلاهی را به قتل برسانند. نوفل فسیح، تاکنون نام کسانی که این پول را پرداخت کرده‌اند فاش نکرده‌است.
در ۱۰ بهمن ۱۳۹۷ (برابر ۳۰ ژانویه ۲۰۱۹) دادستان عمومی هلند در جریان دادگاه متهمان درجه اول قتل علی معتمد گفت که هنوز شواهدی بر دست داشتن حکومت ایران در ترور محمدرضا کلاهی پیدا نشده‌است. این در حالی بود که چند روز پیش آن سازمان اطلاعات و امنیت هلند اعلام کرده بود که دربارهٔ نقش ایران در ترور علی معتمد و احمد نیسی (در سال ۲۰۱۷) در شهر لاهه، «تقریباً یقین» دارد. وزیر امور خارجه هلند گفت که این اختلاف نظر به دلیل روش‌های بررسی متفاوت نهادهای اطلاعاتی و قضایی است. خبرگزاری آسوشیتدپرس می‌گوید دادگاهی در آمستردام نتوانسته ارتباطی میان فرد سازمان‌دهنده قتل محمدرضا کلاهی و حکومت ایران پیدا کند. در پاییز سال ۹۸ رضوان تقی متهم فراری مراکشی-هلندی در دبی دستگیر شد. او متهم به قتل کلاهی و احمد نیسی است.